# Trilobita
As trilobitas (português brasileiro) ou as trilobites (português europeu) são artrópodes característicos do Paleozoico, conhecidos apenas através do registro fóssil. O grupo, classificado na classe Trilobita da sub-classe Trilobitomorpha, foi um dos grupos de maior sucesso evolutivo, com aproximadamente 22.000 espécies já descritas, existindo por cerca de 270 milhões de anos: aproximadamente do princípio do Cambriano até próximo do fim do Permiano, ocupando amplamente os oceanos, e com hipóteses sugerindo sua presença também na terra, durante a colonização em massa do ambiente terrestre. 

## Descrição
Os trilobitas possuíam um exoesqueleto de natureza quitinosa que, na zona dorsal, era impregnado de carbonato de cálcio, o que lhes permitiu deixar abundantes fósseis. Seu nome (trilobita) é devido a presença de três lobos que podem ser visualizados (na maior parte dos casos) em sua região dorsal (um central e dois laterais). Seu esqueleto era dividido, longitudinalmente, em três partes:
- Cefalão, ou escudo cefálico, constituía a zona anterior da carapaça do animal, incluía os olhos e peças bucais, mas também boa parte do tubo digestivo do animal, e era inteiriço, não articulado;
- "Tórax", zona intermédia, articulada, constituída por um número variável (de dois a mais de 20) de segmentos idênticos;
- Pigídio, ou escudo caudal, a zona posterior da carapaça, que inclui, em algumas espécies, espinhos e ornamentação variada. O pigídio era, também, uma peça única.

Vista dorsal de um trilobita. O corpo está dividido em três tagmata (secções): 1 – cabeça, 2 – tórax, 3 – pigídio. Na diagrama inferior, os três lobos longitudinais, cuja presença dá nome ao táxon: 4 – lobo pleural direito, 5 – lobo axial, 6 – lobo pleural esquerdo.

Ao longo do crescimento, as trilobitas sofriam várias mudanças, descartando sucessivos exoesqueletos, tal como sucede com muitos artrópodes atuais.
Desta forma, um único organismo pode ter dado origem a vários somatofósseis. Em média, os trilobitas atingiam entre 3 a 10cm de comprimento, mas em alguns casos poderiam chegar a cerca de 80cm de comprimento.
Os trilobitas eram, em sua maioria, animais marinhos bentônicos, que viviam junto do fundo em profundidades variáveis entre os 300 metros e zonas pouco profundas, perto da costa, contudo, havia também formas planctônicas. Sua alimentação poderia ser detritívora, filtradora ou carnívora (predadora ou carniceira). Os trilobitas existiram do Cambriano até ao Pérmico. No Cambriano ocuparam o topo da cadeia alimentar.
O seu sentido da visão era extremamente apurado e foram os primeiros animais a desenvolver olhos complexos. Havia dois tipos principais de olhos de Trilobitas, cada um composto por lentes frágeis que eram formadas por cristais de calcita; muitos tinham olhos holocroidais, similares aos compostos dos insetos de hoje; estes olhos formavam imagens difusas de qualquer coisa em movimento. Já alguns trilobitas possuíam olhos esquizocroidais, que tinham lentes amplas e arredondadas, estes sim produziam imagens muito bem definidas de coisas e objetos.

## Em Portugal
Na primeira exposição de Trilobitas de Canelas, em Arouca, nasceu uma publicação da autoria do  Professor Doutor Armando Marques Guedes. Foi também ele, o responsável pela classificação dos fósseis aí expostos.
É de acrescentar, que a inclusão da imagem de um trilobita local no centro do brasão oficial da Freguesia de Canelas (Arouca), da autoria de Lígia Figueiredo, resultou de uma sugestão do  Professor Doutor Armando Marques Guedes, um dos maiores especialistas destes artrópodes em Portugal.

## Algumas espécies

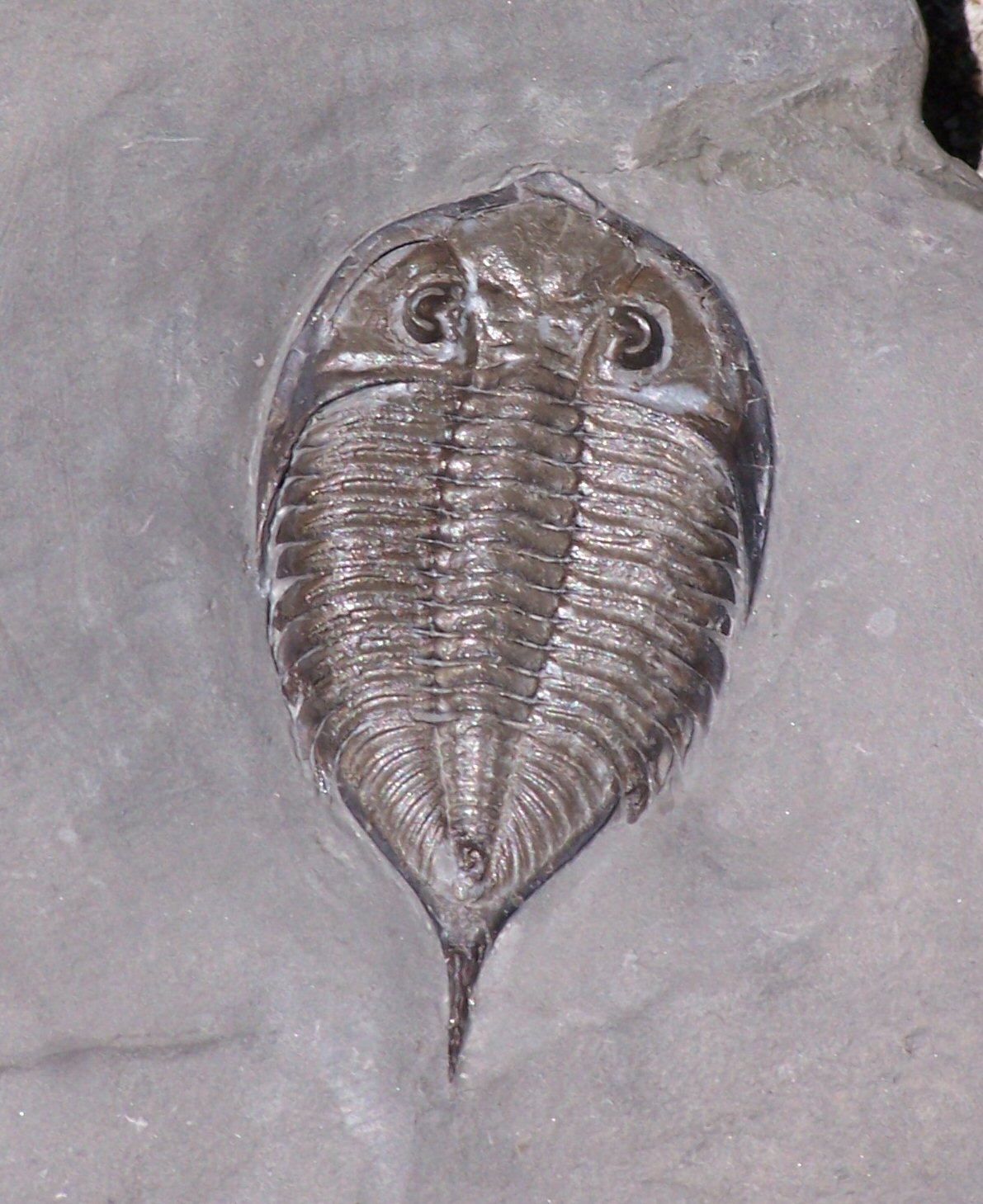
Dalmanites limulurus Ordem: Phacopida Período Siluriano
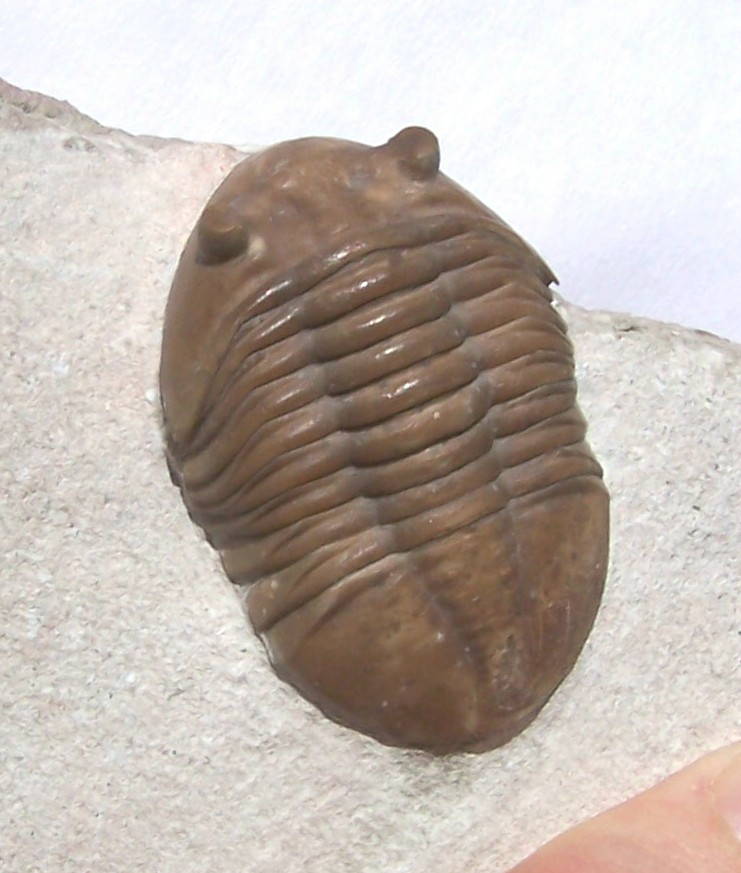
Asaphus sp. Ordem: Asaphida Período Ordoviciano
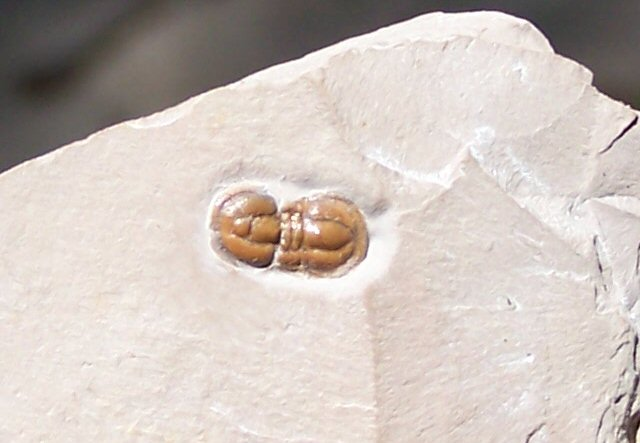
Peronopsis Ordem: Agnostida Período Cambriano
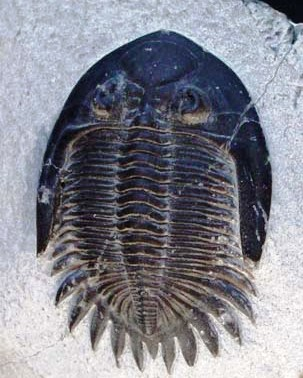
Bellacartwrightia sp. Ordem: Phacopida Período devoniano